# Alexa Franke
Alexa Franke (* 1948) ist eine deutsche Psychologin.

## Leben
Nach dem Diplom 1971 in Münster und der Promotion 1975 in Bochum war sie von 1991 bis 2013 Professorin für psychologische Therapie und Rehabilitation an der Universität Dortmund.
Ihre Forschungsschwerpunkte und -interessen sind klinische Psychologie, Gesundheitspsychologie, Salutogenese, Abhängigkeitserkrankungen und psychische Störungen und Geschlecht.

## Schriften (Auswahl)
- Psychosomatische Störungen. Theorien und Versorgung. Stuttgart 1981, ISBN 3-17-007102-5.
- Gruppentraining gegen psychosomatische Störungen. Weinheim 1991, ISBN 3-621-27101-5.
- Wege aus dem goldenen Käfig. Anorexie verstehen und behandeln. Weinheim 2003, ISBN 3-407-22143-6.
- Modelle von Gesundheit und Krankheit. Bern 2012, ISBN 978-3-456-85120-4.